# ジェームズ・フィッツジェームズ (初代ベリック公)

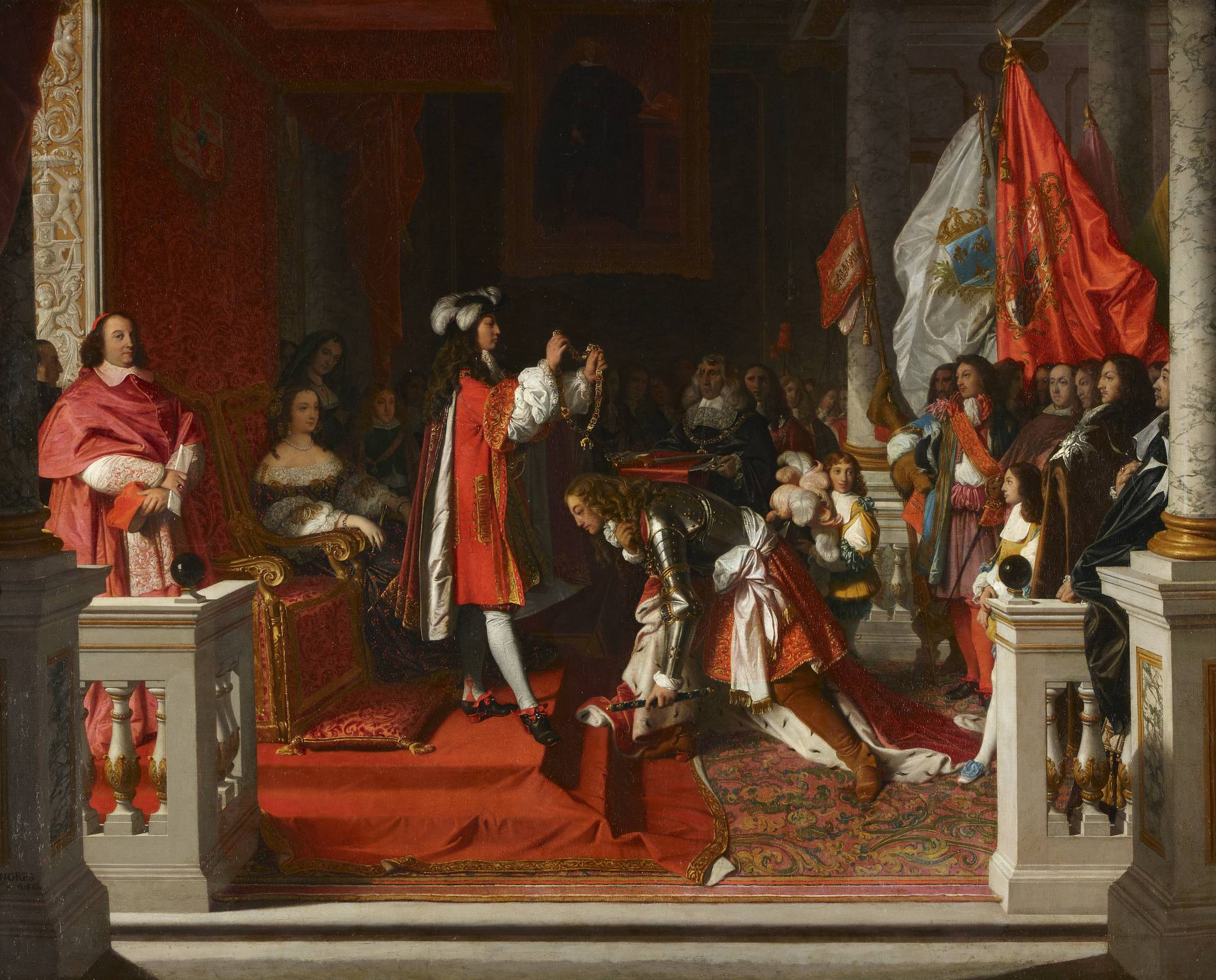
フェリペ5世からリーリア公爵位を授けられるベリック公、ジャン・オーギュスト・ドミニク・アングル画

ジェームズ・フィッツジェームズまたはジャック・フィツ＝ジャメ・ド・ベリック（英語：James FitzJames, 1st Duke of Berwick, フランス語：Jacques Fitz-James de Berwick, 1670年8月21日 - 1734年6月12日）は、フランスの軍人でフランス陸軍元帥を務めた。
イングランド王族であるヨーク公ジェームズ（後のイングランド王ジェームズ2世）と愛妾アラベラ・チャーチルの第2子としてムーランで誕生した。異母姉にメアリー2世、アン、異母弟にジェームズ・フランシス・エドワード、異母妹にルイーザ・マリア・テレーザがいる。マールバラ公ジョン・チャーチルは母方の叔父に当たる。

## 生涯
カトリック教徒として育てられたジェームズは、神学校で教育を受けた後、軍人の道を選んだ。1686年に行われたロレーヌ公シャルル5世指揮下で大トルコ戦争に従軍、1686年のハンガリーの都市ブダ包囲戦に参加した後イングランドへ帰国、翌1687年、父によってベリック公、ティンマス伯、ボズワース男爵（全てスコットランドの地名にちなむ）を授爵された。同年にハンガリーへ戻り、モハーチの戦いに参加した。再びイングランドへ帰国するとポーツマス知事及びガーター騎士にされたが、1688年の名誉革命で父と共にその地位を追われた。
大陸へ逃れた後は父と共にウィリアマイト戦争やボイン川の戦いでジャコバイトを指揮したが敗退している。最終的にフランスへ亡命しフランス軍人となり、大同盟戦争に従軍した。1693年のネールウィンデンの戦いでイングランド側の捕虜となり、フランス側捕虜となったイングランドの将軍オーモンド公ジェームズ・バトラーとの捕虜交換で解放された。
軍人としてベリック公は高い能力、勇気、高潔さゆえに尊敬された。スペイン継承戦争では南ネーデルラント戦線に加わり1702年にブーフレール、1703年にヴィルロワ公の下で従軍、翌1704年2月には指揮権を与えられスペインに向かい、同盟側のポルトガルに攻め入り同盟軍の侵攻を阻止した。しかし、同盟軍に奪われたジブラルタル奪還を主張したスペイン王フェリペ5世の要請を無視したため、フェリペ5世の祖父でフランス王ルイ14世の命令でフランスへ召還、カミザールの乱鎮圧に回され1705年10月にイタリア方面に派遣された。
1706年1月にニースを降伏させた戦功で2月に陸軍元帥とされ、再びスペインに赴き同盟軍と交戦、6月に一時マドリードを奪われフェリペ5世と共にブルゴスへ撤退するが8月に奪還、カルタヘナも奪還してフランス優位に持ち直した。
1707年4月25日、フランス・スペイン連合軍の指揮を執り、イギリス・ポルトガル・オランダ連合軍をアルマンサの戦いで決定的な大勝利をあげた。戦後、ルイ14世はベリック公にフランス貴族としてフィツ＝ジャメ公（Duc de Fitz-James）位を授け、フェリペ5世はスペイン貴族としてリーリア・イ・セリカ公（Duque de Liria y Xérica）位を授けた。同年にトゥーロンがプリンツ・オイゲンに包囲されたため救援に向かったが、包囲軍が引き上げたためスペインに戻り（トゥーロン包囲戦）、オルレアン公フィリップ2世と共にバレンシア、ハティバ、レリダなど同盟側の都市を陥落させた。
翌1708年にヴィラールに代わってライン川戦線を担当したが、ネーデルラントでヴァンドーム公・ブルゴーニュ公ルイがマールバラ公・オイゲン率いる同盟軍にアウデナールデの戦いで敗れたことを知るとライン川から北上、ドゥエーで待機してヴァンドーム軍と合流した。同盟軍がフランス北部の都市リールを包囲すると迎撃に向かったが、ヴァンドームと衝突してライン川戦線に戻りリールは陥落した（リール包囲戦）。
1709年にフランス南部のドーフィネに回され、マルプラケの戦いの後にネーデルラントに転任してヴィラールと共に防衛線を固め、1710年にフランス南部に移り1714年まで守備を務め、7月にスペインへ移動、9月11日にバルセロナを落としてスペイン戦線を終結させた（第3次バルセロナ包囲戦）。同年に金羊毛騎士となった。それからすぐにギュイエンヌの軍司令官となり、モンテスキューと親交を深めた。
1718年、四国同盟戦争でフランスとスペインが敵対、ベリック公はフランスの将軍として、ロザス包囲戦などカタルーニャで敵に回ったフェリペ5世と戦った。1733年にポーランド継承戦争でも招聘され、ラインラント軍を率いてケール包囲戦に勝利したが、翌1734年6月12日、フィリップスブルク包囲戦の最中に敵軍からの砲弾を受けて戦死した。ベリック公位は先妻の息子ジェームズ・フランシスが継承、フィツ＝ジャメ公位は後妻の息子達がそれぞれ継承した。

## 子女
1695年、オノラ・ド・バー（1675年 - 1698年）と結婚。1子を儲けた。
1. ジェームズ・フランシス・フィッツ＝ジェームズ（1696年 - 1738年） - 第2代ベリック公。彼の末裔が現在のスペインのベリック公・リーリア公及びアルバ公である。

1700年、アン・バルクレー（1675年 - 1751年）と再婚し、10子を儲けた。
1. アンリ・ジャムス（1700年 - 1721年） - 第2代フィツ＝ジャメ公
2. アンリエット（1705年 - 1739年）
3. フランソワ（1709年 - 1764年） - 第3代フィツ＝ジャメ公
4. アンリ（1711年 - 1731年）
5. シャルル（1712年 - 1787年） - 第4代フィツ＝ジャメ公、フランス元帥。子孫はフランスのフィツ＝ジャメ公として続いた。
6. ロール・アンヌ（1713年 - 1766年）
7. マリー・エミリー（1715年 - 1770年）
8. エドゥアール（1716年 - 1758年）
9. アンヌ・ソフィー（1718年 - 1763年）
10. アンヌ（1720年 - 1721年）